# Nicolae Bălcescu (gmina w okręgu Vâlcea)
Nicolae Bălcescu – gmina w Rumunii, w okręgu Vâlcea. Obejmuje miejscowości Bănești, Corbii din Vale, Dosu Râului, Gâltofani, Ginerica, Linia Hanului, Măzăraru, Mângureni, Pleșoiu, Popești, Predești, Rotărăști, Schitu, Șerbăneasa, Tufanii, Valea Bălcească i Valea Viei. W 2011 roku liczyła 3462 mieszkańców.